# Miss Montserrat
El Miss Montserrat es un concurso de belleza, cuya finalidad es escoger y preparar la representante de esta isla del Caribe para diversos concursos en el Caribe. Sin embargo, en 1964, a través de una designación, se concretó la participación de una concursante para el Miss Mundo.
Actualmente este país está ausente de la competencia internacional. Participó en el Miss Mundo 1964, siendo esta la primera y única participación del país, no solo en Miss Mundo, sino también en un concurso de belleza de alto calibre. Además, su única representante Helen Joseph, logró figurar en el cuadro de las 16 Semi-Finalistas (Top 16).

## Historia de Helen
Helen Joseph nunca ganó el concurso de la reina del Festival de Miss Montserrat, de hecho, ella nunca compitió. Pero ella tiene la distinción de ser la única mujer que representó a Montserrat en un concurso internacional de belleza.
La historia de cómo Helen llegó a representar a Montserrat en el concurso es interesante. Ella ya residía en Inglaterra y trabajaba como modelo cuando se le presentó la oportunidad de participar en el concurso. El único país que podía representar lógicamente era su nativa Montserrat, a pesar de que se fue a una edad temprana. No hay una regla que establezca que una concursante de Miss Mundo debe haber ganado un concurso anterior que represente a su país. Mientras ella proporcione una prueba de su lugar de nacimiento, cumpla con los requisitos de edad y no esté casada, califica.
En diciembre de 1963, Pamela Nanton (Arthurton) fue coronada Miss Montserrat durante el festival anual. La progresión convencional debería haber significado que ella representaría a Montserrat en cualquier concurso regional o internacional. Sin embargo no fue así, a pesar de esto, ella no se arrepintió.
Arthurton: "Nadie me pidió que ingresara a Miss Mundo", dijo la Sra. Arthurton, quien ahora reside en la Isla de Antigua y ha dirigido Carib-World Travel desde 1973. "Cuando Helen entró, algunas personas pensaron que era yo / Creo que fue una de esas cosas en las que vivía en Inglaterra y alguien la patrocinó. Ella era una chica muy hermosa. La admiré y me enorgullecí de haber representado bien a Montserrat ".
Helen Joseph nació el 27 de abril de 1942 en el Hospital Glendon en Plymouth, Montserrat, su madre es Edith Iona Kirnon. Como muchos lugareños, le dieron un nombre de "mascota", ya que todos la llamaban Helen. Su nombre de nacimiento era Helen Kirnon, poseía el apellido de su madre. La familia Kirnon tenía su sede en Cudjoe Head Village en el norte, Parroquia San Pedro. 
La madre de Helen, Edith Augusta Kirnon, la llevó a vivir con ella a Dominica a una edad temprana. Cuando Edith se casó con el carpintero Stephen Joseph, no solo cambió su apellido de Kirnon a Joseph, sino también a Helen. La identidad del padre biológico de Helen es desconocida.
La familia de Joseph emigró a Inglaterra en enero de 1955 cuando Helen tenía 12 años. Vivían en Highbury, un lugar de larga data del famoso Arsenal Stadium en el norte de Londres. Cuando Helen maduró, comenzó a llamar la atención con su impresionante belleza. Delgada y de piel clara con una sonrisa resplandeciente, se ajustó al molde de lo que buscaban las agencias de modelos y los cazatalentos. Se le animó a entrar en el concurso de Miss Mundo.
Aunque se quedó corta en el concurso, ganó atención crítica y pronto estuvo presentando ofertas de televisión y películas. Apareció en dos películas: The Girl With a Pistol (1968) y Virgin Witch (1972). Ambas eran pequeñas, pero en Virgin Witch tuvo una escena extendida en la que cantó You Go Your Way , acompañada de piano en un salón. También tuvo anuncios de invitados en varios programas de televisión británicos, incluyendo Love Story (1967), Out of the Unknown (1969) y Doomwatch (1970).
En 1966, Helen apareció en una corta película de British Pathé en su apartamento del norte de Londres. Durante el clip de dos minutos, que no tiene audio y se ha cargado en YouTube, se la ve alimentando y jugando con un zorro mascota.
Durante su carrera en el mundo del espectáculo, la llamaron Helen Downing, el apellido de su primer marido. Virgin Witch resultó ser su papel final cuando se estableció en la vida familiar.
Helen, quien se casó tres veces, luego se mudó a Montserrat y construyó una casa en la propiedad de la familia Kirnon cerca de la Bahía de Rendezvous. Debido a problemas de salud, regresó a Inglaterra para recibir tratamiento. 
Falleció el 17 de junio de 2008 a los 66 años (+).
Pamela (Nanton) Arthurton , Miss Montserrat 1963, expresó: Por varias razones, la inclusión de Helen en el concurso de Miss Mundo pasó casi desapercibida en Montserrat. Por un lado, en 1964 la principal fuente de noticias fue la radio. Seguramente, en la era actual de noticias instantáneas y redes sociales, su búsqueda habría sido mucho mejor expuesta. Otros dos factores ayudaron a la oscuridad: abandonó Montserrat a una edad temprana y no había conseguido seguidores, y tampoco fue patrocinada para el show de Miss Mundo junto con un grupo de Montserrat como los Jaycees. Helen tampoco se dio a conocer en sus últimos años sobre su concurso y sus carreras de negocios.
"Ella realmente no habló mucho de eso", dijo el primo de Helen, Charles T. Kirnon, exministro del Gobierno de Montserrat. "Sólo si le preguntaste sobre eso."
En cualquier caso, Helen Joseph debería estar incluida de manera prominente en los anales de la historia de Montserrat, y no solo como respuesta a una pregunta de trivia.

## Miss Montserrat
La siguiente lista muestra todas las candidatas que han sido coronadas como Miss Montserrat. 
Helen Joseph (Miss Montserrat 1964) es la única reina que obtuvo el título de Miss Montserrat sin competir en el concurso nacional. A pesar de la designación de Helen como Miss Montserrat 1964, ese mismo año se realizó el concurso nacional, coronando a Norma Dyer también como Miss Montserrat 1964.
| Año  | Candidata                                                      | Edad                                                           | Estatura                                                       | Parroquia                                                      | Ciudad                                                         | Título Nacional                                                | Obtenido                                                       | Compitió                                                       | Sede                                                           |
| ---- | -------------------------------------------------------------- | -------------------------------------------------------------- | -------------------------------------------------------------- | -------------------------------------------------------------- | -------------------------------------------------------------- | -------------------------------------------------------------- | -------------------------------------------------------------- | -------------------------------------------------------------- | -------------------------------------------------------------- |
| 1962 | Edna Tuitt                                                     | --                                                             | --                                                             | --                                                             | --                                                             | Miss Montserrat 1962                                           | Ganadora                                                       | No compitió en un concurso de alto calibre.                    | No compitió en un concurso de alto calibre.                    |
| 1963 | Pamela Nanton (Arthurton)                                      | --                                                             | --                                                             | San Antonio                                                    | Plymouth                                                       | Miss Montserrat 1963                                           | Ganadora                                                       | No se le informó para competir en Miss Mundo.                  | No se le informó para competir en Miss Mundo.                  |
| 1964 | Helen Joseph                                                   | 22                                                             | 1,71                                                           | San Antonio                                                    | Plymouth                                                       | Miss Montserrat 1964                                           | Designación                                                    | Miss Mundo 1964                                                | Londres, Reino Unido                                           |
| 1964 | Norma Dyer                                                     | --                                                             | --                                                             | --                                                             | --                                                             | Miss Montserrat 1964                                           | Ganadora                                                       | No compitió en un concurso de alto calibre.                    | No compitió en un concurso de alto calibre.                    |
| 1965 | Rose Willock                                                   | --                                                             | --                                                             | --                                                             | --                                                             | Miss Montserrat 1965                                           | Ganadora                                                       | No compitió en un concurso de alto calibre.                    | No compitió en un concurso de alto calibre.                    |
| 1966 | Florence Allen                                                 | --                                                             | --                                                             | --                                                             | --                                                             | Miss Montserrat 1966                                           | Ganadora                                                       | No compitió en un concurso de alto calibre.                    | No compitió en un concurso de alto calibre.                    |
| 1967 | Daisy Kirnon                                                   | --                                                             | --                                                             | --                                                             | --                                                             | Miss Montserrat 1967                                           | Ganadora                                                       | No compitió en un concurso de alto calibre.                    | No compitió en un concurso de alto calibre.                    |
| 1968 | Leona Tuitt                                                    | --                                                             | --                                                             | --                                                             | --                                                             | Miss Montserrat 1968                                           | Ganadora                                                       | No compitió en un concurso de alto calibre.                    | No compitió en un concurso de alto calibre.                    |
| 1969 | No se realizó concurso nacional                                | No se realizó concurso nacional                                | No se realizó concurso nacional                                | No se realizó concurso nacional                                | No se realizó concurso nacional                                | No se realizó concurso nacional                                | No se realizó concurso nacional                                | No se realizó concurso nacional                                | No se realizó concurso nacional                                |
| 1970 | No se realizó concurso nacional                                | No se realizó concurso nacional                                | No se realizó concurso nacional                                | No se realizó concurso nacional                                | No se realizó concurso nacional                                | No se realizó concurso nacional                                | No se realizó concurso nacional                                | No se realizó concurso nacional                                | No se realizó concurso nacional                                |
| 1971 | No se realizó concurso nacional                                | No se realizó concurso nacional                                | No se realizó concurso nacional                                | No se realizó concurso nacional                                | No se realizó concurso nacional                                | No se realizó concurso nacional                                | No se realizó concurso nacional                                | No se realizó concurso nacional                                | No se realizó concurso nacional                                |
| 1972 | Carolie Perkins                                                | --                                                             | --                                                             | --                                                             | --                                                             | Miss Montserrat 1972                                           | Ganadora                                                       | No compitió en un concurso de alto calibre.                    | No compitió en un concurso de alto calibre.                    |
| 1973 | Ruthlyn Gerald                                                 | --                                                             | --                                                             | --                                                             | --                                                             | Miss Montserrat 1973                                           | Ganadora                                                       | No compitió en un concurso de alto calibre.                    | No compitió en un concurso de alto calibre.                    |
| 1974 | Ethlyn Semper                                                  | --                                                             | --                                                             | --                                                             | --                                                             | Miss Montserrat 1974                                           | Ganadora                                                       | No compitió en un concurso de alto calibre.                    | No compitió en un concurso de alto calibre.                    |
| 1975 | Valerie Maynard                                                | --                                                             | --                                                             | --                                                             | --                                                             | Miss Montserrat 1975                                           | Ganadora                                                       | No compitió en un concurso de alto calibre.                    | No compitió en un concurso de alto calibre.                    |
| 1976 | Catherine Ryan                                                 | --                                                             | --                                                             | --                                                             | --                                                             | Miss Montserrat 1976                                           | Ganadora                                                       | No compitió en un concurso de alto calibre.                    | No compitió en un concurso de alto calibre.                    |
| 1977 | Patricia Bryan                                                 | --                                                             | --                                                             | --                                                             | --                                                             | Miss Montserrat 1977                                           | Ganadora                                                       | No compitió en un concurso de alto calibre.                    | No compitió en un concurso de alto calibre.                    |
| 1978 | Rose Silcott                                                   | --                                                             | --                                                             | --                                                             | --                                                             | Miss Montserrat 1978                                           | Ganadora                                                       | No compitió en un concurso de alto calibre.                    | No compitió en un concurso de alto calibre.                    |
| 1979 | Glendena Taylor                                                | --                                                             | --                                                             | --                                                             | --                                                             | Miss Montserrat 1979                                           | Ganadora                                                       | No compitió en un concurso de alto calibre.                    | No compitió en un concurso de alto calibre.                    |
| 1980 | Diane Daniels                                                  | --                                                             | --                                                             | --                                                             | --                                                             | Miss Montserrat 1980                                           | Ganadora                                                       | No compitió en un concurso de alto calibre.                    | No compitió en un concurso de alto calibre.                    |
| 1981 | Jacqueline Allen                                               | --                                                             | --                                                             | --                                                             | --                                                             | Miss Montserrat 1981                                           | Ganadora                                                       | No compitió en un concurso de alto calibre.                    | No compitió en un concurso de alto calibre.                    |
| 1982 | Mary Ann Gerald                                                | --                                                             | --                                                             | --                                                             | --                                                             | Miss Montserrat 1982                                           | Ganadora                                                       | No compitió en un concurso de alto calibre.                    | No compitió en un concurso de alto calibre.                    |
| 1983 | Daphne Christopher                                             | --                                                             | --                                                             | --                                                             | --                                                             | Miss Montserrat 1983                                           | Ganadora                                                       | No compitió en un concurso de alto calibre.                    | No compitió en un concurso de alto calibre.                    |
| 1984 | Ann Lewis                                                      | --                                                             | --                                                             | --                                                             | --                                                             | Miss Montserrat 1984                                           | Ganadora                                                       | No compitió en un concurso de alto calibre.                    | No compitió en un concurso de alto calibre.                    |
| 1985 | Evonne Bramble                                                 | --                                                             | --                                                             | --                                                             | --                                                             | Miss Montserrat 1985                                           | Ganadora                                                       | No compitió en un concurso de alto calibre.                    | No compitió en un concurso de alto calibre.                    |
| 1986 | Pauline Wall                                                   | --                                                             | --                                                             | --                                                             | --                                                             | Miss Montserrat 1986                                           | Ganadora                                                       | No compitió en un concurso de alto calibre.                    | No compitió en un concurso de alto calibre.                    |
| 1987 | Gemma Neptune                                                  | --                                                             | --                                                             | --                                                             | --                                                             | Miss Montserrat 1987                                           | Ganadora                                                       | No compitió en un concurso de alto calibre.                    | No compitió en un concurso de alto calibre.                    |
| 1988 | No se realizó concurso nacional                                | No se realizó concurso nacional                                | No se realizó concurso nacional                                | No se realizó concurso nacional                                | No se realizó concurso nacional                                | No se realizó concurso nacional                                | No se realizó concurso nacional                                | No se realizó concurso nacional                                | No se realizó concurso nacional                                |
| 1989 | No se realizó concurso nacional                                | No se realizó concurso nacional                                | No se realizó concurso nacional                                | No se realizó concurso nacional                                | No se realizó concurso nacional                                | No se realizó concurso nacional                                | No se realizó concurso nacional                                | No se realizó concurso nacional                                | No se realizó concurso nacional                                |
| 1990 | Veronica Dorsette                                              | --                                                             | --                                                             | --                                                             | --                                                             | Miss Montserrat 1990                                           | Ganadora                                                       | No compitió en un concurso de alto calibre.                    | No compitió en un concurso de alto calibre.                    |
| 1991 | Athema Daley                                                   | --                                                             | --                                                             | --                                                             | --                                                             | Miss Montserrat 1991                                           | Ganadora                                                       | No compitió en un concurso de alto calibre.                    | No compitió en un concurso de alto calibre.                    |
| 1992 | No se realizó concurso nacional                                | No se realizó concurso nacional                                | No se realizó concurso nacional                                | No se realizó concurso nacional                                | No se realizó concurso nacional                                | No se realizó concurso nacional                                | No se realizó concurso nacional                                | No se realizó concurso nacional                                | No se realizó concurso nacional                                |
| 1993 | Doris Piper                                                    | --                                                             | --                                                             | --                                                             | --                                                             | Miss Montserrat 1993                                           | Ganadora                                                       | No compitió en un concurso de alto calibre.                    | No compitió en un concurso de alto calibre.                    |
| 1994 | Ezra Moulon                                                    | --                                                             | --                                                             | --                                                             | --                                                             | Miss Montserrat 1994                                           | Ganadora                                                       | No compitió en un concurso de alto calibre.                    | No compitió en un concurso de alto calibre.                    |
| 1995 | No se realizó concurso nacional motivado a erupción del volcán | No se realizó concurso nacional motivado a erupción del volcán | No se realizó concurso nacional motivado a erupción del volcán | No se realizó concurso nacional motivado a erupción del volcán | No se realizó concurso nacional motivado a erupción del volcán | No se realizó concurso nacional motivado a erupción del volcán | No se realizó concurso nacional motivado a erupción del volcán | No se realizó concurso nacional motivado a erupción del volcán | No se realizó concurso nacional motivado a erupción del volcán |
| 1996 | No se realizó concurso nacional motivado a erupción del volcán | No se realizó concurso nacional motivado a erupción del volcán | No se realizó concurso nacional motivado a erupción del volcán | No se realizó concurso nacional motivado a erupción del volcán | No se realizó concurso nacional motivado a erupción del volcán | No se realizó concurso nacional motivado a erupción del volcán | No se realizó concurso nacional motivado a erupción del volcán | No se realizó concurso nacional motivado a erupción del volcán | No se realizó concurso nacional motivado a erupción del volcán |
| 1997 | No se realizó concurso nacional motivado a erupción del volcán | No se realizó concurso nacional motivado a erupción del volcán | No se realizó concurso nacional motivado a erupción del volcán | No se realizó concurso nacional motivado a erupción del volcán | No se realizó concurso nacional motivado a erupción del volcán | No se realizó concurso nacional motivado a erupción del volcán | No se realizó concurso nacional motivado a erupción del volcán | No se realizó concurso nacional motivado a erupción del volcán | No se realizó concurso nacional motivado a erupción del volcán |
| 1998 | No se realizó concurso nacional motivado a erupción del volcán | No se realizó concurso nacional motivado a erupción del volcán | No se realizó concurso nacional motivado a erupción del volcán | No se realizó concurso nacional motivado a erupción del volcán | No se realizó concurso nacional motivado a erupción del volcán | No se realizó concurso nacional motivado a erupción del volcán | No se realizó concurso nacional motivado a erupción del volcán | No se realizó concurso nacional motivado a erupción del volcán | No se realizó concurso nacional motivado a erupción del volcán |
| 1999 | Jodine Meade                                                   | --                                                             | --                                                             | --                                                             | --                                                             | Miss Montserrat 1999                                           | Ganadora                                                       | No compitió en un concurso de alto calibre.                    | No compitió en un concurso de alto calibre.                    |
| 2000 | Estelle Furlonge                                               | --                                                             | --                                                             | --                                                             | --                                                             | Miss Montserrat 2000                                           | Ganadora                                                       | No compitió en un concurso de alto calibre.                    | No compitió en un concurso de alto calibre.                    |
| 2001 | Lyandra Hobson                                                 | --                                                             | --                                                             | --                                                             | --                                                             | Miss Montserrat 2001                                           | Ganadora                                                       | No compitió en un concurso de alto calibre.                    | No compitió en un concurso de alto calibre.                    |
| 2002 | Maudella Daley                                                 | --                                                             | --                                                             | --                                                             | --                                                             | Miss Montserrat 2002                                           | Ganadora                                                       | No compitió en un concurso de alto calibre.                    | No compitió en un concurso de alto calibre.                    |
| 2003 | Francelise White                                               | --                                                             | --                                                             | --                                                             | --                                                             | Miss Montserrat 2003                                           | Ganadora                                                       | No compitió en un concurso de alto calibre.                    | No compitió en un concurso de alto calibre.                    |
| 2004 | Jasmine Jno-Baptiste                                           | --                                                             | --                                                             | --                                                             | --                                                             | Miss Montserrat 2004                                           | Ganadora                                                       | No compitió en un concurso de alto calibre.                    | No compitió en un concurso de alto calibre.                    |
| 2005 | Janelle Weekes                                                 | --                                                             | --                                                             | --                                                             | --                                                             | Miss Montserrat 2005                                           | Ganadora                                                       | No compitió en un concurso de alto calibre.                    | No compitió en un concurso de alto calibre.                    |
| 2006 | Techar Cuffy                                                   | --                                                             | --                                                             | --                                                             | --                                                             | Miss Montserrat 2006                                           | Ganadora                                                       | No compitió en un concurso de alto calibre.                    | No compitió en un concurso de alto calibre.                    |
| 2007 | Naseeka Carty                                                  | --                                                             | --                                                             | --                                                             | --                                                             | Miss Montserrat 2007                                           | Ganadora                                                       | No compitió en un concurso de alto calibre.                    | No compitió en un concurso de alto calibre.                    |
| 2008 | Loralyn Fergus                                                 | --                                                             | --                                                             | --                                                             | --                                                             | Miss Montserrat 2008                                           | Ganadora                                                       | No compitió en un concurso de alto calibre.                    | No compitió en un concurso de alto calibre.                    |
| 2009 | No se realizó concurso nacional                                | No se realizó concurso nacional                                | No se realizó concurso nacional                                | No se realizó concurso nacional                                | No se realizó concurso nacional                                | No se realizó concurso nacional                                | No se realizó concurso nacional                                | No se realizó concurso nacional                                | No se realizó concurso nacional                                |
| 2010 | Robekah Lindsey                                                | 20                                                             | --                                                             | San Pedro                                                      | Brades                                                         | Miss Montserrat 2010                                           | Ganadora                                                       | No compitió en un concurso de alto calibre.                    | No compitió en un concurso de alto calibre.                    |
| 2011 | Claris Yearwood                                                | 20                                                             | --                                                             | San Pedro                                                      | Brades                                                         | Miss Montserrat 2011                                           | Ganadora                                                       | No compitió en un concurso de alto calibre.                    | No compitió en un concurso de alto calibre.                    |
| 2012 | Kadija Furlonge                                                | --                                                             | --                                                             | San Pedro                                                      | Brades                                                         | Miss Montserrat 2012                                           | Ganadora                                                       | No compitió en un concurso de alto calibre.                    | No compitió en un concurso de alto calibre.                    |
| 2013 | Tazia Briscoe-Jarrett                                          | --                                                             | --                                                             | San Pedro                                                      | Brades                                                         | Miss Montserrat 2013                                           | Ganadora                                                       | No compitió en un concurso de alto calibre.                    | No compitió en un concurso de alto calibre.                    |
| 2014 | Sharissa Ryan                                                  | --                                                             | --                                                             | San Pedro                                                      | Brades                                                         | Miss Montserrat 2014                                           | Ganadora                                                       | No compitió en un concurso de alto calibre.                    | No compitió en un concurso de alto calibre.                    |
| 2015 | Tabeanna Tuitt                                                 | --                                                             | --                                                             | San Pedro                                                      | Brades                                                         | Miss Montserrat 2015                                           | Ganadora                                                       | No compitió en un concurso de alto calibre.                    | No compitió en un concurso de alto calibre.                    |
| 2016 | No se realizó concurso nacional                                | No se realizó concurso nacional                                | No se realizó concurso nacional                                | No se realizó concurso nacional                                | No se realizó concurso nacional                                | No se realizó concurso nacional                                | No se realizó concurso nacional                                | No se realizó concurso nacional                                | No se realizó concurso nacional                                |
| 2017 | No se realizó concurso nacional                                | No se realizó concurso nacional                                | No se realizó concurso nacional                                | No se realizó concurso nacional                                | No se realizó concurso nacional                                | No se realizó concurso nacional                                | No se realizó concurso nacional                                | No se realizó concurso nacional                                | No se realizó concurso nacional                                |
| 2018 | Vanice Tuitt                                                   | --                                                             | --                                                             | San Pedro                                                      | Brades                                                         | Miss Montserrat 2018                                           | Ganadora                                                       | No compitió en un concurso de alto calibre.                    | No compitió en un concurso de alto calibre.                    |
| 2019 | Janet Turner                                                   | --                                                             | --                                                             | San Pedro                                                      | Brades                                                         | Miss Montserrat 2019                                           | Ganadora                                                       | TBA.                                                           | TBA.                                                           |

## Miss Montserrat en Miss Mundo
La ganadora de Miss Montserrat compitió en el Miss Mundo. La primera y única reina de la isla en competir en Miss Mundo fue Helen Joseph, Miss Montserrat 1964.
El jueves 12 de noviembre de 1964, Joseph y otros 41 participantes se presentaron en el Lyceum Ballroom de Londres mientras competían por el codiciado título de Miss Mundo. Joseph, que entonces tenía 22 años, avanzó al Top 16, pero no logró llegar al Top 7. Ann Sidney del Reino Unido finalmente se alzó con la corona.
Color Clave
- Ganador
- Finalistas
- Semi Finalistas

| Año  | Candidata    | Edad | Estatura | Oriunda  | Título Nacional      | Compitió        | Colocación | Premios |
| ---- | ------------ | ---- | -------- | -------- | -------------------- | --------------- | ---------- | ------- |
| 1964 | Helen Joseph | 22   | 1,71     | Plymouth | Miss Montserrat 1964 | Miss Mundo 1964 | Top 16     |         |